# North Eastham
North Eastham es un lugar designado por el censo ubicado en el condado de Barnstable en el estado estadounidense de Massachusetts. En el Censo de 2010 tenía una población de 1.806 habitantes y una densidad poblacional de 58,38 personas por km².

## Geografía
North Eastham se encuentra ubicado en las coordenadas 41°49′49″N 70°0′14″O / 41.83028, -70.00389. Según la Oficina del Censo de los Estados Unidos, North Eastham tiene una superficie total de 30.94 km², de la cual 8.9 km² corresponden a tierra firme y (71.24%) 22.04 km² es agua.

## Demografía
Según el censo de 2010, había 1.806 personas residiendo en North Eastham. La densidad de población era de 58,38 hab./km². De los 1.806 habitantes, North Eastham estaba compuesto por el 97.79% blancos, el 0.28% eran afroamericanos, el 0.39% eran amerindios, el 0.28% eran asiáticos, el 0.17% eran isleños del Pacífico, el 0.06% eran de otras razas y el 1.05% pertenecían a dos o más razas. Del total de la población el 0.78% eran hispanos o latinos de cualquier raza.